# Лахорский метрополитен
Лахорский метрополитен (урду لاہور میٹرو‎) — автоматизированная система метрополитена в городе Лахор. Открытие первой линии состоялось 26 октября  2020 года. Стал первым в Пакистане.

## История
Проект по строительству метрополитена стартовал с подписания меморандума между правительствами Пакистана и Китая в мае 2014 года. Непосредственное сооружение первой линии началось в октябре 2015 года. В мае 2018 года на двенадцатикилометровый участок от конечной станции «Dera Gujran» до станции «Lakshmi Chowk» вышли первые поезда для обкатки и тестирования инфраструктуры метрополитена.

## Линии
26 октября 2020 года открыта Оранжевая линия «Ali Town» — «Dera Gujran» с 26 станциями. Её длина составляет 27,1 км, из которых 25,4 км проложены по эстакадам.